# Llorenç Passoles
Llorenç Passoles (mort l'any 1683) fou un ceramista i escudeller català actiu durant el segle xvii, probablement el més important dels ceramistes catalans del barroc.

## Trajectòria

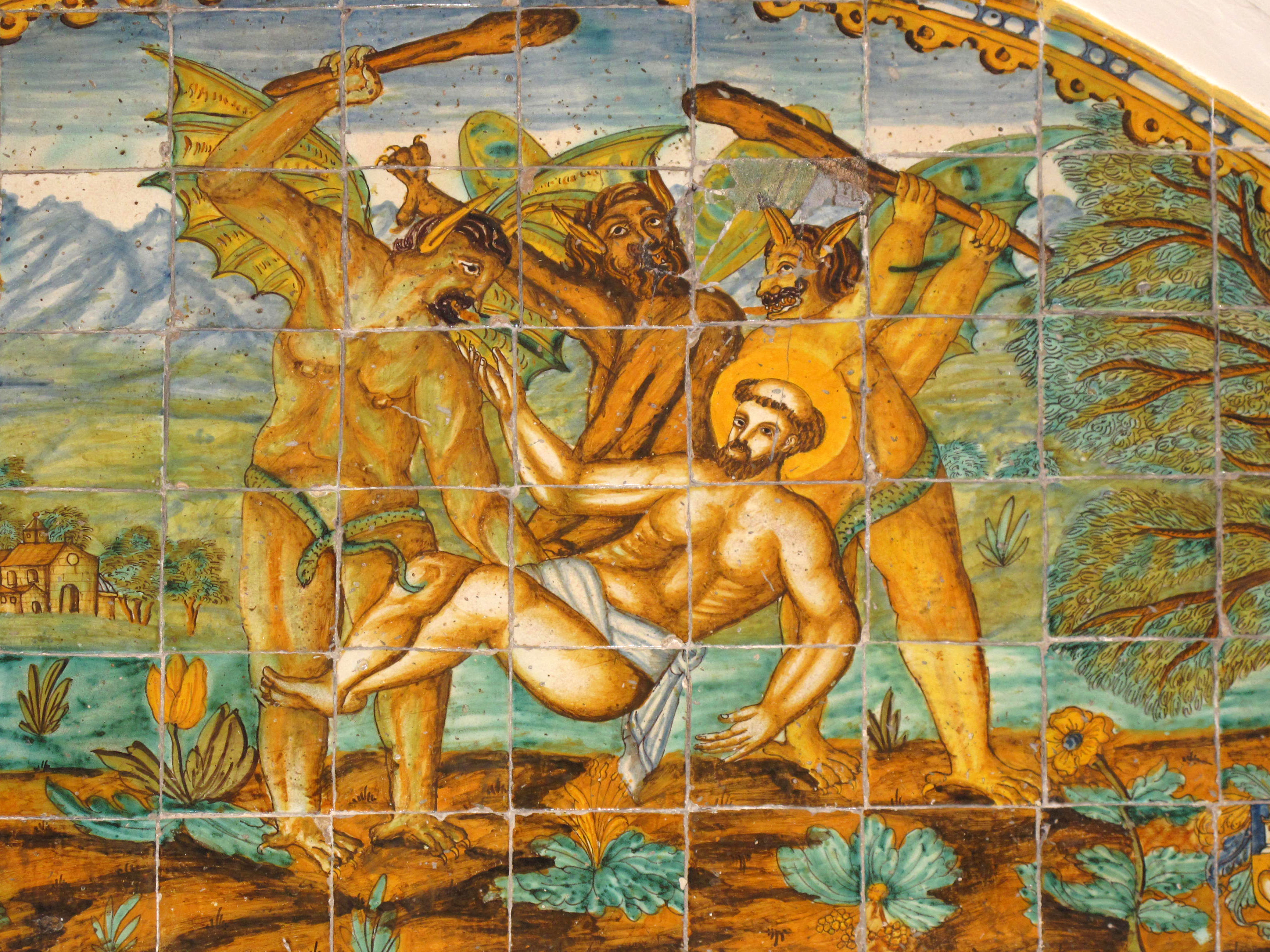
Detall d'un plafó de rajoles del Claustre del convent de Sant Francesc De Terrassa, obra de Llorenç Passoles

Pertanyent a una família d'escudellers barcelonins, era net de l'escudeller i gerrer Rafael Passoles i fill de Miquel Passoles i de Paula. El seu fill Pau també va seguir l'ofici familiar.
Tenia la casa i l'obrador al carrer d'Escudellers de Barcelona i consta que l'any 1631 es va casar amb Eulàlia Tàsies i posteriorment, en segones núpcies, amb Maria Ferrer.
Va exercir diversos càrrecs dintre de la confraria dels mestres escudellers de Barcelona.

## Obres destacades
- Plafons de la vida de Sant Pau que decoren el vestíbul de la Casa de Convalescència annexa a l'Hospital de la Santa Creu de Barcelona
- Plafons del claustre del convent de Sant Francesc de Terrassa
- Plafons de la capella del Roser de Valls (atribuïts)
- Frontal d'altar a l'església de Santa Maria de Palau-Solità (signat)
- Plafons al Museu Diocesà de Tarragona procedents de Sant Martí de Maldà (atribuïts)
- Frontals d'altar al Museu Episcopal de Vic i al Museu Municipal Vicenç Ros de Martorell (atribuïts)